# Saus, Camallera i Llampaies
Saus, Camallera i Llampaies è un comune spagnolo di 686 abitanti situato nella comunità autonoma della Catalogna. Fino all'ottobre 2006 il comune si chiamava semplicemente Saus.